# Stankivți, Mîkolaiiv
Stankivți (în ucraineană Станківці) este localitatea de reședință a comunei Stankivți din raionul Mîkolaiiv, regiunea Liov, Ucraina.

## Demografie
Componența lingvistică a localității Stankivți
     Ucraineană (99,85%)
     Alte limbi (0,15%)
Conform recensământului din 2001, majoritatea populației localității Stankivți era vorbitoare de ucraineană (99,85%), existând în minoritate și vorbitori de alte limbi.